# Puchar Austrii w piłce nożnej (2010/2011)
Puchar Austrii w piłce nożnej (2010/2011) (ÖFB Cup) był 77. edycją krajowego, dorocznego Pucharu Austrii w piłce nożnej. Rozpoczął się od rundy wstępnej dnia 23 lipca 2010 roku, a skończył finałem 29 maja 2011 roku. Po raz drugi w historii zdobywcą pucharu został zespół SV Ried.

## Runda wstępna
Losowanie odbyło się 7 lipca 2010 na Ernst-Happel-Stadion w Wiedniu. Do rozgrywek przystąpiło 68 amatorskich drużyn z lig regionalnych. Mecze odbyły się w dniach 23 lipca – 1 sierpnia 2010.
| Drużyna 1              | Wynik           | Drużyna 2                   |
| ---------------------- | --------------- | --------------------------- |
| 23 lipca 2010          |                 |                             |
| SVG Bleiburg           | 0–2             | SV Austria Klagenfurt       |
| 24 lipca 2010          |                 |                             |
| FC Höchst              | 3–0             | FC Hard                     |
| SV Seekirchen 1945     | 1–0             | TSV St. Johann im Pongau    |
| SV Bad Aussee          | w/o             | USV Allerheiligen           |
| 25 lipca 2010          |                 |                             |
| SK Sturm Graz II       | 2–0             | SC Weiz                     |
| 27 lipca 2010          |                 |                             |
| SC Rheindorf Altach II | 2–2* 2–4 (kar.) | FC Dornbirn 1913            |
| WSG Wattens            | 3–1             | Union Innsbruck             |
| FC Wacker Innsbruck II | 5–0             | SC Schwaz                   |
| SVG Reichenau          | 3–0             | SPG Axams/Götzens           |
| SV Austria Salzburg    | 2–0             | TSV Neumarkt                |
| UFC SV Hallwang        | 2–2* 2–3 (kar.) | FC Red Bull Salzburg II     |
| SK Treibach            | 0–1             | SAK Klagenfurt              |
| SV Feldkirchen         | 3–1             | FC Lendorf                  |
| 30 lipca 2010          |                 |                             |
| ASK Voitsberg          | 3–2             | Grazer AK                   |
| SVL Flavia Solva       | 0–6             | Kapfenberger SV II          |
| DSV Leoben             | 2–3             | SV Union Gleinstätten       |
| FC Wels                | 1–2             | SPG Neuhofen Ried           |
| LASK Linz II           | 2–1             | Union Dietach               |
| FC Blau-Weiß Linz      | 3–1             | SV Bad Ischl                |
| Union Vöcklamarkt      | 2–1             | FC Pasching                 |
| Union St. Florian      | 1–3             | SV Sierning                 |
| SKU Amstetten          | 4–1             | FC Admira Wacker Mödling II |
| SC Zwettl              | 0–2             | SC Retz                     |
| SV Langenrohr          | 0–4             | SV Horn                     |
| SV Stegersbach         | 2–1             | ASKÖ Stinatz                |
| SK Rapid Wien II       | 5–0             | Admira Technopool           |
| Wiener Sportklub       | 0–1             | FK Austria Wien II          |
| SV Mattersburg II      | 1–0             | SV Neuberg                  |
| 1. SC Sollenau         | 2–1             | UFC Purbach                 |
| 31 lipca 2010          |                 |                             |
| USC Wallern            | 3–1             | ASK Horitschon              |
| SV Würmla              | 1–6             | FC Waidhofen/Ybbs           |
| SV Gaflenz             | 3–1             | FC Mistelbach               |
| 1 sierpnia 2010        |                 |                             |
| 1. Simmeringer SC      | 3–4*            | Favoritner AC               |
| FAC Team für Wien      | 4–2             | FC Stadlau                  |

* – dogrywka

## Pierwsza runda
Losowanie odbyło się 3 sierpnia 2010 roku. Zwycięzcy rundy wstępnej zostali rozlosowani z 20 zespołami z dwóch najwyższych lig austriackich, zespołem SC-ESV Parndorf 1919 (zespół ten przegrał we wcześniejszym sezonie baraże o Erste Liga) oraz dziewięcioma drużynami, które wygrały regionalne puchary. Mecze odbyły się w dniach 12–17 sierpnia 2010.
| Drużyna 1             | Wynik           | Drużyna 2             |
| --------------------- | --------------- | --------------------- |
| 12 sierpnia 2010      |                 |                       |
| SV Mattersburg II     | 0–1             | Austria Wiedeń II     |
| 13 sierpnia 2010      |                 |                       |
| SV Sierning           | 1–3             | TSV Hartberg          |
| SKN St. Pölten II     | 1–4             | Red Bull Salzburg     |
| SC Bregenz            | 1–2             | FC Lustenau 07        |
| WSG Wattens           | 1–2             | First Vienna FC       |
| Wacker Innsbruck II   | 3–5             | SV Grödig             |
| FAC Team für Wien     | 1–2             | Kapfenberger SV       |
| SV Seekirchen 1945    | 3–2             | Post SV Wien          |
| FC Kufstein           | 4–4* 5–4 (kar.) | USK Anif              |
| SC-ESV Parndorf 1919  | 4–0             | SV Feldkirchen        |
| SV Horn               | 1–2             | Sturm Graz            |
| SKU Amstetten         | 2–1             | FC Trenkwalder Admira |
| 1. SC Sollenau        | 4–2             | Favoritner AC         |
| 14 sierpnia 2010      |                 |                       |
| SVG Reichenau         | 0–8             | SC Rheindorf Altach   |
| FC Dornbirn 1913      | 1–0             | SC Wiener Neustadt    |
| SAK Klagenfurt        | 2–2* 4–6 (kar.) | Wolfsberger AC        |
| Austria Salzburg      | 0–3             | SC Austria Lustenau   |
| Rapid Wiedeń II       | 2–5             | Rapid Wiedeń          |
| SC Retz               | 2–2* 4–6 (kar.) | FC Gratkorn           |
| SV Gaflenz            | 2–1             | FC Illmitz            |
| ASK Voitsberg         | 7–1             | USC Wallern           |
| Kapfenberger SV II    | 3–1             | LASK Linz II          |
| FC Höchst             | 1–1* 5–4 (kar.) | Red Bull Salzburg II  |
| Union Vöcklamarkt     | 0–3             | Wacker Innsbruck      |
| Vorwärts Steyr        | 1–0             | SKN St. Pölten        |
| SV Union Gleinstätten | 5–3             | Villacher SV          |
| TUS Paldau            | 1–4             | FC Waidhofen/Ybbs     |
| Austria Klagenfurt    | 1–2             | LASK Linz             |
| SPG Neuhofen Ried     | 0–3             | Austria Wiedeń        |
| 15 sierpnia 2010      |                 |                       |
| Sturm Graz II         | 0–5             | SV Ried               |
| 17 sierpnia 2010      |                 |                       |
| USV Allerheiligen     | 2–3             | FC Blau-Weiß Linz     |
| SV Stegersbach        | 1–5             | SV Mattersburg        |

* – dogrywka

## Druga runda
Losowanie odbyło się 18 sierpnia 2010 roku. Mecze rozegrano od 16 do 18 września.
| Drużyna 1          | Wynik           | Drużyna 2         |
| ------------------ | --------------- | ----------------- |
| 16 września 2010   |                 |                   |
| Amstetten          | 0–2             | Rheindorf Altach  |
| 17 września 2010   |                 |                   |
| Dornbirn 1913      | 1–2             | Mattersburg       |
| Waidhofen/Ybbs     | 0–4             | Ried              |
| Kufstein           | 0–3             | Grödig            |
| Seekirchen 1945    | 2–6             | Hartberg          |
| Vorwärts Steyr     | 3–2             | Wolfsberger AC    |
| Kapfenberger       | 3–1             | Gratkorn          |
| Sollenau           | 2–4             | LASK Linz         |
| 18 września 2010   |                 |                   |
| Kapfenberger SV II | 0–3             | Austria Wien      |
| Voitsberg          | 0–1             | First Vienna      |
| Höchst             | 0–3             | Austria Lustenau  |
| Gaflenz            | 1–5             | Wacker Innsbruck  |
| Parndorf 1919      | 1–2             | Sturm Graz        |
| 19 września 2010   |                 |                   |
| Blau-Weiß Linz     | 3–1             | Red Bull Salzburg |
| Austria Wiedeń II  | 1–1* 4–5 (kar.) | Rapid Wiedeń      |
| 20 września 2010   |                 |                   |
| Union Gleinstätten | 2–4             | Lustenau 07       |

## Trzecia runda

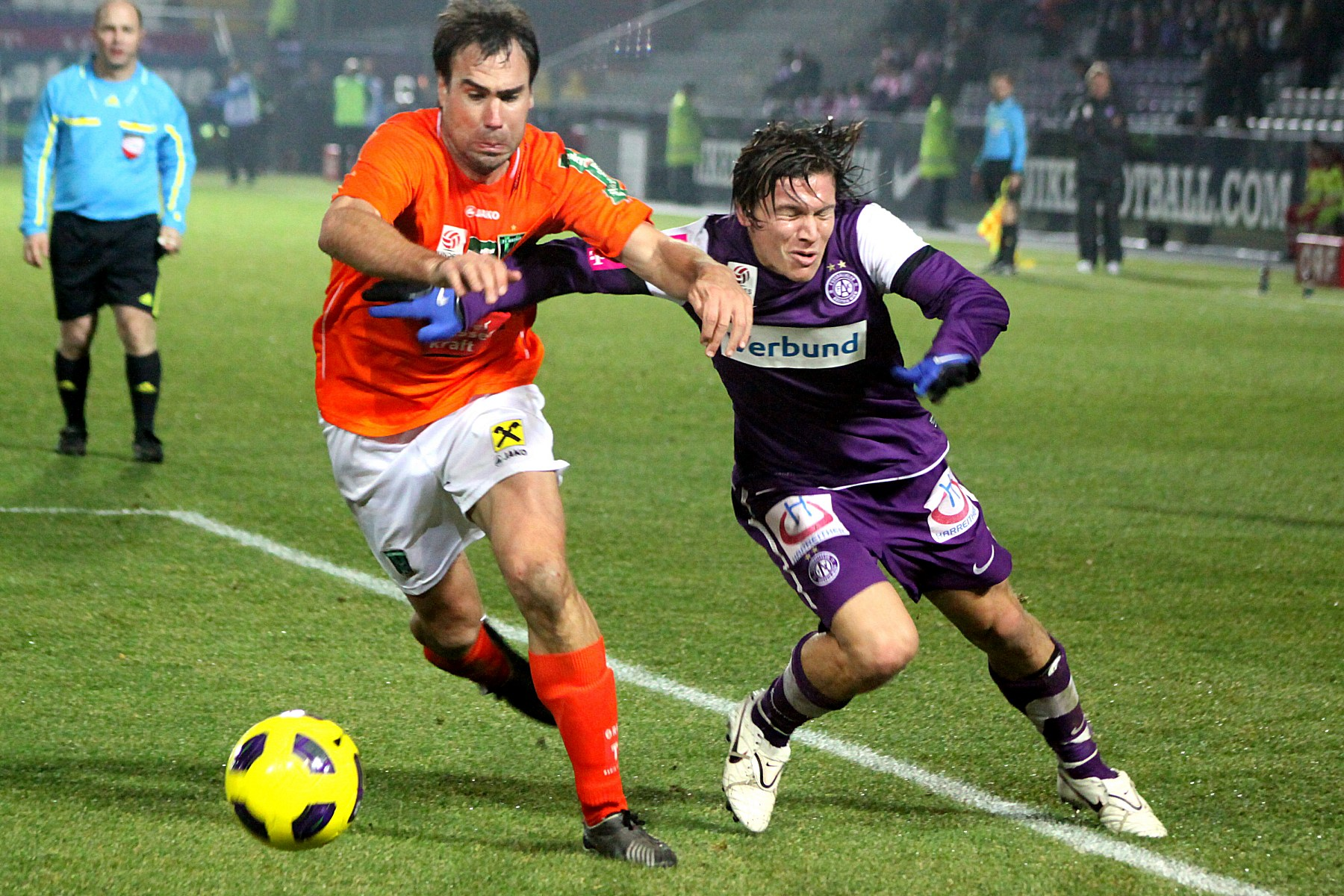
Austria Wiedeń vs. Wacker Innsbruck 2:1: Iñaki Bea Jauregi (l.) w pojedynku z Marko Stankoviciem.

Mecze rozegrano od 9 do 10 października 2010.
| Drużyna 1            | Wynik           | Drużyna 2        |
| -------------------- | --------------- | ---------------- |
| 9 października 2010  |                 |                  |
| Austria Lustenau     | 0–0* 5–4 (kar.) | SV Grödig        |
| First Vienna         | 2–1*            | Rheindorf Altach |
| Kapfenberger         | 2–0*            | Lustenau 07      |
| LASK Linz            | 0–1             | Ried             |
| 10 października 2010 |                 |                  |
| Austria Wiedeń       | 2–1*            | Wacker Innsbruck |
| Rapid Wiedeń         | 3–0             | Hartberg         |
| Blau-Weiß Linz       | 0–1             | Mattersburg      |
| Vorwärts Steyr       | 0–1*            | Sturm Graz       |

* – dogrywka

## Ćwierćfinały
Mecze rozegrano w dniach 19–20 kwietnia 2011 roku.
| Data       | Liga                              | Liga                              | Liga                              | Gospodarze                                                             |                                                                        | Goście                                                                 | Wynik                                                                  |
| ---------- | --------------------------------- | --------------------------------- | --------------------------------- | ---------------------------------------------------------------------- | ---------------------------------------------------------------------- | ---------------------------------------------------------------------- | ---------------------------------------------------------------------- |
| 19.04.2011 | BL                                | –                                 | EL                                | Austria Wiedeń                                                         | –                                                                      | Austria Lustenau                                                       | 0:4 (0:2)                                                              |
|            | Bramki:                           | Bramki:                           | Bramki:                           | 0:1 (21.) Roth, 0:2 (36.) Roth 0:3 (49.) Pöllhuber, 0:4 (65.) Karatay  | 0:1 (21.) Roth, 0:2 (36.) Roth 0:3 (49.) Pöllhuber, 0:4 (65.) Karatay  | 0:1 (21.) Roth, 0:2 (36.) Roth 0:3 (49.) Pöllhuber, 0:4 (65.) Karatay  | 0:1 (21.) Roth, 0:2 (36.) Roth 0:3 (49.) Pöllhuber, 0:4 (65.) Karatay  |
| 19.04.2011 | EL                                | –                                 | BL                                | First Vienna FC 1894                                                   | –                                                                      | Kapfenberger SV                                                        | 0:2 (0:0)                                                              |
|            | Bramki:                           | Bramki:                           | Bramki:                           | 0:1 (68.) Pavlov, 0:2 (90.) Wendler                                    | 0:1 (68.) Pavlov, 0:2 (90.) Wendler                                    | 0:1 (68.) Pavlov, 0:2 (90.) Wendler                                    | 0:1 (68.) Pavlov, 0:2 (90.) Wendler                                    |
| 20.04.2011 | BL                                | –                                 | BL                                | Rapid Wiedeń                                                           | –                                                                      | SV Mattersburg                                                         | 2:0 (1:0)                                                              |
|            | Bramki:                           | Bramki:                           | Bramki:                           | 1:0 (10.) Vennegoor of Hesselink, 2:0 (89.) Katzer                     | 1:0 (10.) Vennegoor of Hesselink, 2:0 (89.) Katzer                     | 1:0 (10.) Vennegoor of Hesselink, 2:0 (89.) Katzer                     | 1:0 (10.) Vennegoor of Hesselink, 2:0 (89.) Katzer                     |
| 20.04.2011 | BL                                | –                                 | BL                                | SV Ried                                                                | –                                                                      | SK Sturm Graz                                                          | 2:1 (1:0)                                                              |
|            | Bramki:                           | Bramki:                           | Bramki:                           | 1:0 (18.) Royer, 2:0 (90. +4) Hadžić, 2:1 (90. +4, sam.) Prettenthaler | 1:0 (18.) Royer, 2:0 (90. +4) Hadžić, 2:1 (90. +4, sam.) Prettenthaler | 1:0 (18.) Royer, 2:0 (90. +4) Hadžić, 2:1 (90. +4, sam.) Prettenthaler | 1:0 (18.) Royer, 2:0 (90. +4) Hadžić, 2:1 (90. +4, sam.) Prettenthaler |
| Legenda:   | BL = Bundesliga – EL = Erste Liga | BL = Bundesliga – EL = Erste Liga | BL = Bundesliga – EL = Erste Liga | BL = Bundesliga – EL = Erste Liga                                      | BL = Bundesliga – EL = Erste Liga                                      | BL = Bundesliga – EL = Erste Liga                                      | BL = Bundesliga – EL = Erste Liga                                      |

## Półfinały
Mecze rozegrano 3 i 4 maja 2011 roku.
| Data       | Liga                              | Liga                              | Liga                              | Gospodarze                                              |                                                         | Goście                                                  | Wynik                                                   |
| ---------- | --------------------------------- | --------------------------------- | --------------------------------- | ------------------------------------------------------- | ------------------------------------------------------- | ------------------------------------------------------- | ------------------------------------------------------- |
| 03.05.2011 | BL                                | –                                 | EL                                | Kapfenberger SV                                         | –                                                       | Austria Lustenau                                        | 1:2 (1:2)                                               |
|            | Bramki:                           | Bramki:                           | Bramki:                           | 0:1 (15.) Roth, 0:2 (35.) Boller, 1:2 (38.) Schönberger | 0:1 (15.) Roth, 0:2 (35.) Boller, 1:2 (38.) Schönberger | 0:1 (15.) Roth, 0:2 (35.) Boller, 1:2 (38.) Schönberger | 0:1 (15.) Roth, 0:2 (35.) Boller, 1:2 (38.) Schönberger |
| 04.05.2011 | BL                                | –                                 | BL                                | SV Ried                                                 | –                                                       | Rapid Wiedeń                                            | 2:1 (0:1)                                               |
|            | Bramki:                           | Bramki:                           | Bramki:                           | 0:1 (36.) Salihi, 1:1 (72.) Hammerer, 2:1 (83.) Lexa    | 0:1 (36.) Salihi, 1:1 (72.) Hammerer, 2:1 (83.) Lexa    | 0:1 (36.) Salihi, 1:1 (72.) Hammerer, 2:1 (83.) Lexa    | 0:1 (36.) Salihi, 1:1 (72.) Hammerer, 2:1 (83.) Lexa    |
| Legende:   | BL = Bundesliga – EL = Erste Liga | BL = Bundesliga – EL = Erste Liga | BL = Bundesliga – EL = Erste Liga | BL = Bundesliga – EL = Erste Liga                       | BL = Bundesliga – EL = Erste Liga                       | BL = Bundesliga – EL = Erste Liga                       | BL = Bundesliga – EL = Erste Liga                       |

## Mecz finałowy
| 29 maja 2011 16:30 BST | SV Ried · Hammerer 41' · Hammerer 67' | 2–0(1-0) | Austria Lustenau | Ernst-Happel-Stadion, Wiedeń Widzów: 14,500 Sędzia: Manfred Krassnitzer |
|                        |                                       |          |                  |                                                                         |

|  |  |

| BR             | 1  | Thomas Gebauer     |     |             |  |
| OB             | 14 | Jan-Marc Riegler   |     | 63'         |  |
| OB             | 5  | Oliver Glasner     |     |             |  |
| OB             | 2  | Martin Stocklasa   |     |             |  |
| PO             | 3  | Thomas Schrammel   |     |             |  |
| PO             | 10 | Florian Mader      |     |             |  |
| PO             | 18 | Ewald Brenner      |     |             |  |
| PO             | 7  | Daniel Royer       |     |             |  |
| PO             | 13 | Iván Carril        |     | 82'         |  |
| PO             | 8  | Stefan Lexa        | 29' |             |  |
| NA             | 21 | Markus Hammerer    |     | 86' 41' 67' |  |
| Rezerwowi:     |    |                    |     |             |  |
| BR             | 30 | Wolfgang Hesl      |     |             |  |
| OB             | 23 | Michael Sammer     |     |             |  |
| PO             | 20 | Anel Hadžić        |     | 82'         |  |
| PO             | 11 | Nacho Rodríguez    |     | 86'         |  |
| PO             | 9  | Guillem Martí      |     |             |  |
| NA             | 22 | Robert Žulj        |     |             |  |
| NA             | 6  | Mark Prettenthaler |     | 63'         |  |
| Menedżer:      |    |                    |     |             |  |
| Paul Gludovatz |    |                    |     |             |  |

| BR           | 31 | Alexander Kofler    |     |     |
| OB           | 17 | Danilo Soares       |     |     |
| OB           | 7  | Jürgen Kampel       | 74' |     |
| OB           | 5  | Christoph Stückler  |     |     |
| OB           | 26 | Benedikt Zech       |     |     |
| PO           | 8  | Harald Dürr         | 20' |     |
| PO           | 16 | Mario Leitgeb       |     | 71' |
| PO           | 23 | Sascha Boller       |     | 88' |
| PO           | 6  | Felix Roth          |     |     |
| PO           | 24 | Danijel Micic       |     |     |
| NA           | 15 | Dursun Karatay      |     | 70' |
| Rezerwowi:   |    |                     |     |     |
| BR           | 1  | Christian Mendes    |     |     |
| NA           | 22 | Manuel Honeck       |     | 88' |
| PO           | 25 | Sabri Vural         |     |     |
| OB           | 19 | Jan Zwischenbrugger |     |     |
| NA           | 9  | Frank Egharevba     |     |     |
| PO           | 13 | Gerald Krajic       | 78' | 70' |
| PO           | 28 | Dominik Rotter      |     | 71' |
| Menedżer:    |    |                     |     |     |
| Edmund Stöhr |    |                     |     |     |